# Голяма детелина
Голяма детелина (до 1906 г. Голямо Терфилии) е бивше село в Югоизточна България. То се намира в община Раднево, Старозагорска област.

## История
Преди образуването на поселението, на негово място има гъсти гори. Селото съществува още от османски времена, когато е било едно със съседното село Малка детелина и се е наричало Терфилии. Според преданията, селото се е разделило след скарване на родовете в него, Божковия и Желязковия, между 1815 и 1820 г. На 21 декември 1906 г. е преименувано на Голяма детелина. През 1955 г. е присъединено към община Гледачево. През 1978 г. е причислено към община Раднево.
След 1976 г. жителите на Голяма детелина биват изселвани, а къщите им събаряни, поради разрастването на площта на мини Марица-изток. На 7 декември 1984 г. селото е официално присъединено към землището на съседното село Трояново и е заличено от селищния регистър. Повечето жители на селото се заселват в с. Богомилово.